# 堡獅龍

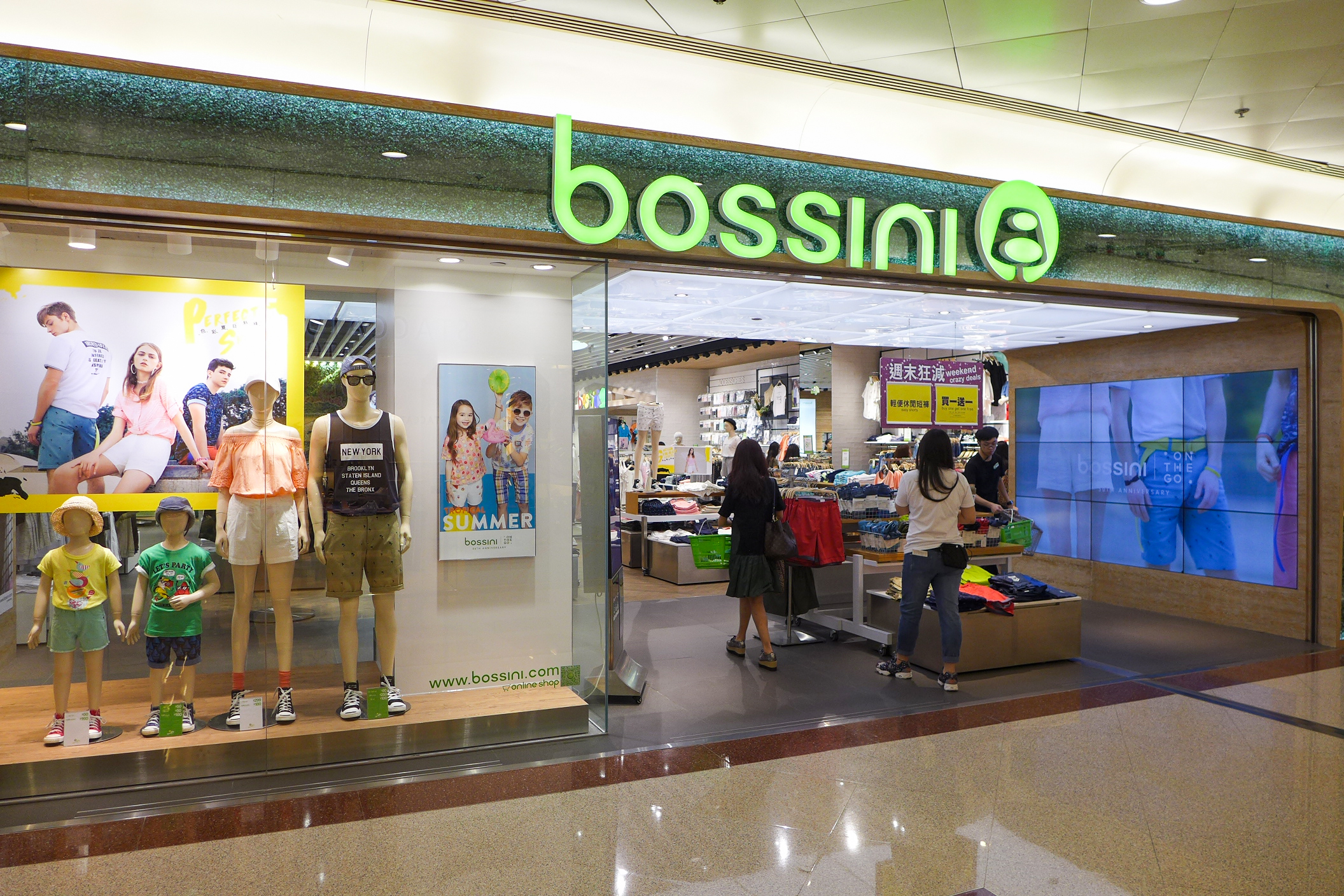
鑽石山荷里活廣場分店

堡獅龍（英語：bossini）及其附屬公司是大中華地區內馳名的服裝品牌擁有人、零售商和特許經營商，總部設於香港。
堡獅龍自1987年開設首間零售店舖以來，經過三十多年的迅速發展，已建立了一個龐大的國際營運平台及分銷網絡。全球共設有938間店舖，其中257間位於香港、中國大陸、台灣及新加坡的零售店舖由集團直接管理。為加強品牌的滲透力，集團在中國大陸另設有81間特許經營店舖。海外市場方面，集團與商業夥伴結盟，設有600間出口特許經營店舖，分佈於東南亞、中東、歐洲及遠至中美洲等約32個國家。
堡獅龍供應的休閒服裝產品款式齊全，包括男士、女士、青年及兒童系列。

## 歷史[2]
1987年，於香港開設首間bossini零售店，其後在新加坡開設零售點。
1988年，以「強中自有強中手」為廣告口號推出運動鞋，同時開展特許經營業務。
1992年，拓展業務至台灣。
1993年，於中國大陸開設首間零售店。
1993年，於香港聯合交易所有限公司上市。
1995年，於中國大陸及中東地區開展特許經營業務。
2002年，開始「七個習慣®」企業文化。
2002年，bossini開始成為一間學習型機構。
2005年，在馬來西亞開設首間零售店。
2006年，於印度開展特許經營業務。
2007年，在香港市場推出全新Yb by bsn年青產品。
2007年，在香港及其他主要市場推出360度全方位品牌更新計劃。
2007年，於歐洲及北非開展特許經營業務。
2007年，於旺角開設香港最大之旗艦店。
2008年，於中美洲地區開展特許經營業務。
2009年，推動be happy品牌理念。
2010年，於亞美利亞及柬埔寨開展特許經營業務。
2011年，於汶萊開展特許經營業務。
2012年，在香港及其他主要市場推出ha:ppy25周年宣傳活動。
2013年，於肯亞開展特許經營業務。
2020年，宣佈退出台灣業務，將於7月底關閉全台51家分店。
2020年，被李寧家族持有的非凡中國 （08032） 聯同bossini 創辦人羅定邦後人羅家杰收購，作價4662萬元。
2021年，推出融合生活潮流文化及加入運動元素設計的品牌「bossini.X」

## 潮流文化
在軟硬天師的歌曲作品川保久齡大戰山本耀司中，有一句歌詞提到「Benetton個細佬叫Bossini」（意即Benetton的弟弟是Bossini），暗示Bossini是廉宜版本的Benetton時裝。

## 新聞事件
2020年6月，堡獅龍發公告表示，集團的電商平台客戶個人資料，在未經授權的情況下被查閱，事件牽涉客戶的姓名、電話號碼、地址、電郵地址、性別、年齡等內容，客戶之身份證號碼、信用卡資料則未載於是次外洩的文件之中。
2025年6月，堡獅龍新港城分店貼出寫有「貴租無理 減價酬賓」的大字報，控訴商場租金昂貴。

## 外部連結
- bossini （页面存档备份，存于）
- bossini的Facebook專頁
- bossini的Instagram帳戶
- YouTube上的bossinihongkong頻道